# Otto Scholderer

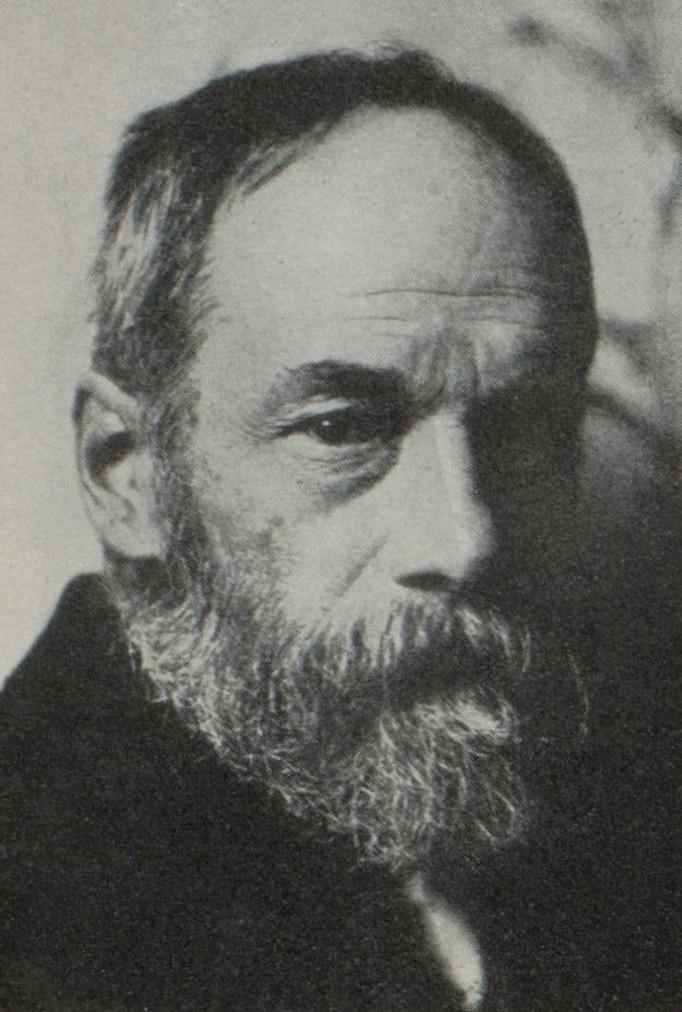
Otto Scholderer

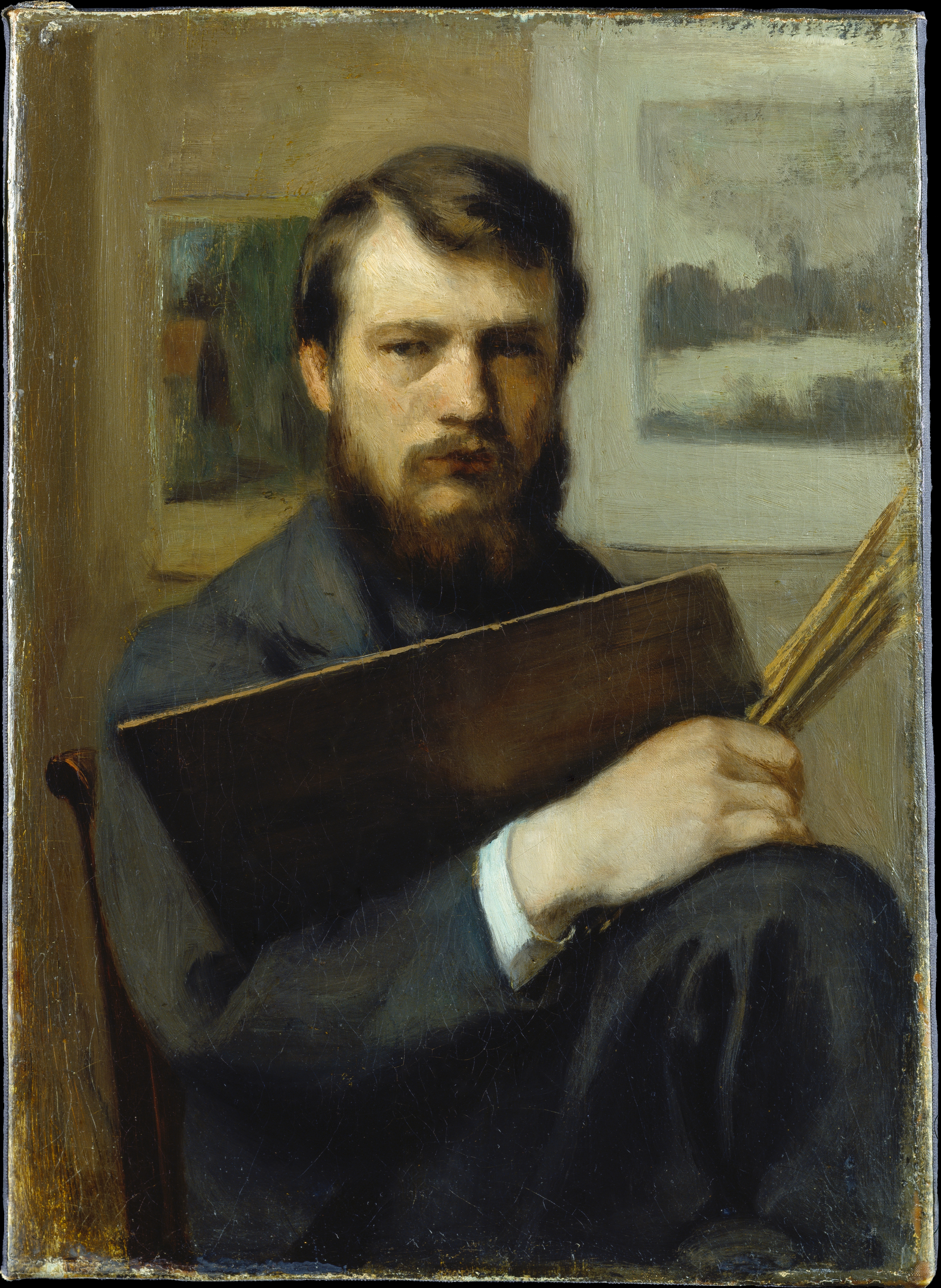
Otto Scholderer: Selbstbildnis mit Malutensilien

Franz Otto Scholderer (* 25. Januar 1834 in Frankfurt am Main; † 22. Januar 1902 ebenda) war ein deutscher Maler. 

## Leben
Scholderer war der Sohn des Lehrers an der Musterschule, Johann Christoph Scholderer. Scholderer kam sofort nach Beendigung seiner Schulzeit 1849 an die Städelsche Kunstakademie und war dort bis 1851 u. a. Schüler des Kunsthistorikers Johann David Passavant und des Malers Jakob Becker. Anschließend ließ sich Scholderer als freischaffender Maler nieder. Aus dieser Zeit resultierte Scholderers Freundschaft mit Victor Müller, dessen Schwager er 1868 wurde.
Durch Müller lernte Scholderer die Werke von Gustave Courbet kennen und schätzen und Müller war es auch, der ihn zwischen 1857 und 1858 zu mehreren kurzen Studienreisen nach Paris überredete. In Paris schloss Scholderer Freundschaft mit Henri Fantin-Latour und Édouard Manet und wurde auch von ihnen beeinflusst. Fantin-Latour verewigte Scholderer auf seinem Bild Un atelier aux Batignolles (1870).
Ab 1858 lebte und wirkte Scholderer überwiegend in Kronberg im Taunus. Dort schloss er sich u. a. Anton Burger, Peter Burnitz und Louis Eysen an und stand der Kronberger Malerkolonie nahe. 1866 ließ sich Scholderer in Düsseldorf nieder, wo er sich mit Reiner Dahlen und Philipp Röth anfreundete. Über Letzteren lernte er Hans Thoma kennen. Mit Thoma ging Scholderer 1868 nach Paris und kehrte erst kurz vor Ausbruch des Deutsch-Französischen Krieges nach Deutschland zurück.
Zuerst ließ sich Scholderer in München nieder, wo er sich Wilhelm Leibl und dessen Kreis anschloss. Leibl kannte er ebenfalls noch aus seiner Pariser Zeit. Anfang 1871 ging Scholderer nach London und wirkte dort bis Herbst 1899. Ende 1899 kam Scholderer in seine Heimatstadt Frankfurt am Main zurück.
Dort starb er im Alter von nahezu 68 Jahren am 22. Januar 1902. Otto Scholderers hauptsächliches künstlerisches Werk besteht aus Porträts und Stillleben, wobei sein Frühwerk noch von landschaftlichen Impressionen dominiert wird. Gerade heute sieht man Scholderer als wichtige Verbindung zwischen der Romantik und dem Impressionismus.

## Werke (Auswahl)
- Der Geiger am Fenster (1861), Städelsches Kunstinstitut, Frankfurt am Main
- Frau Scholderer am Frühstückstisch
- Porträt von Oswald Sickert

## Galerie

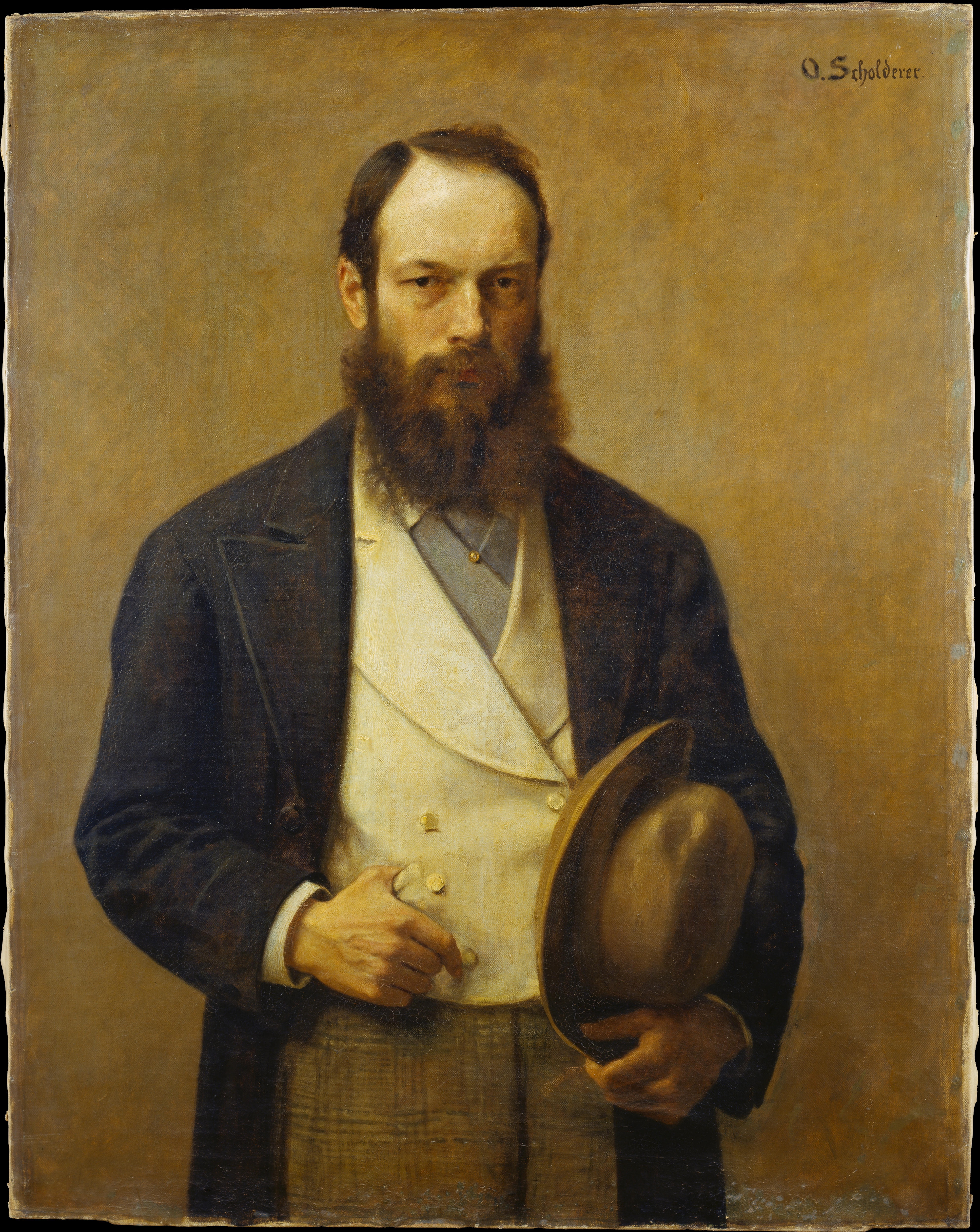
Selbstbildnis 1875–76
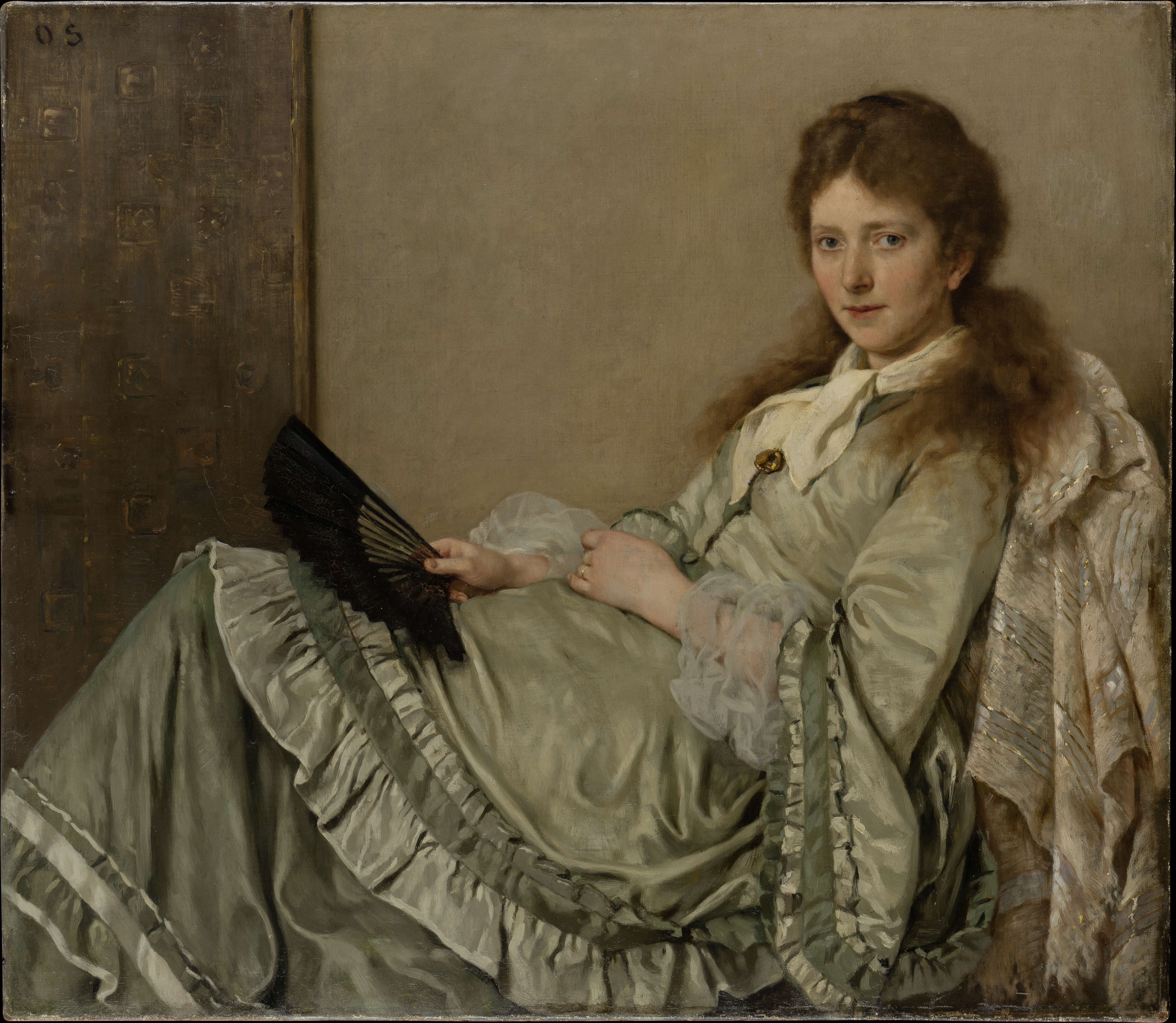
Luise Scholderer auf der Ottomane
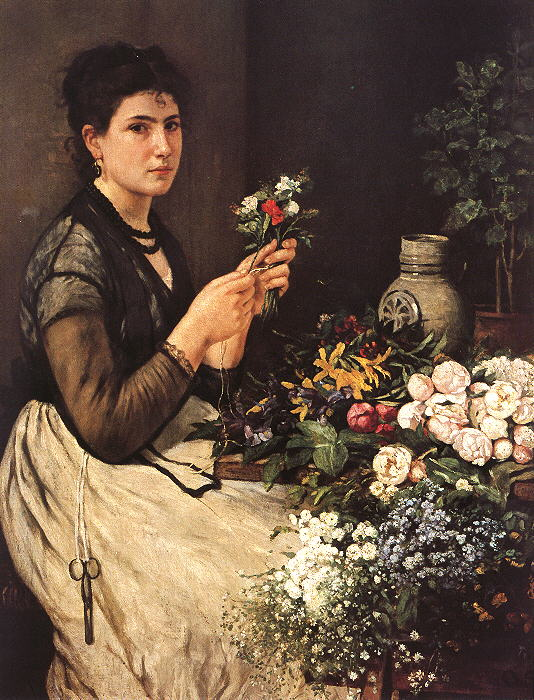
Blumenbinderin
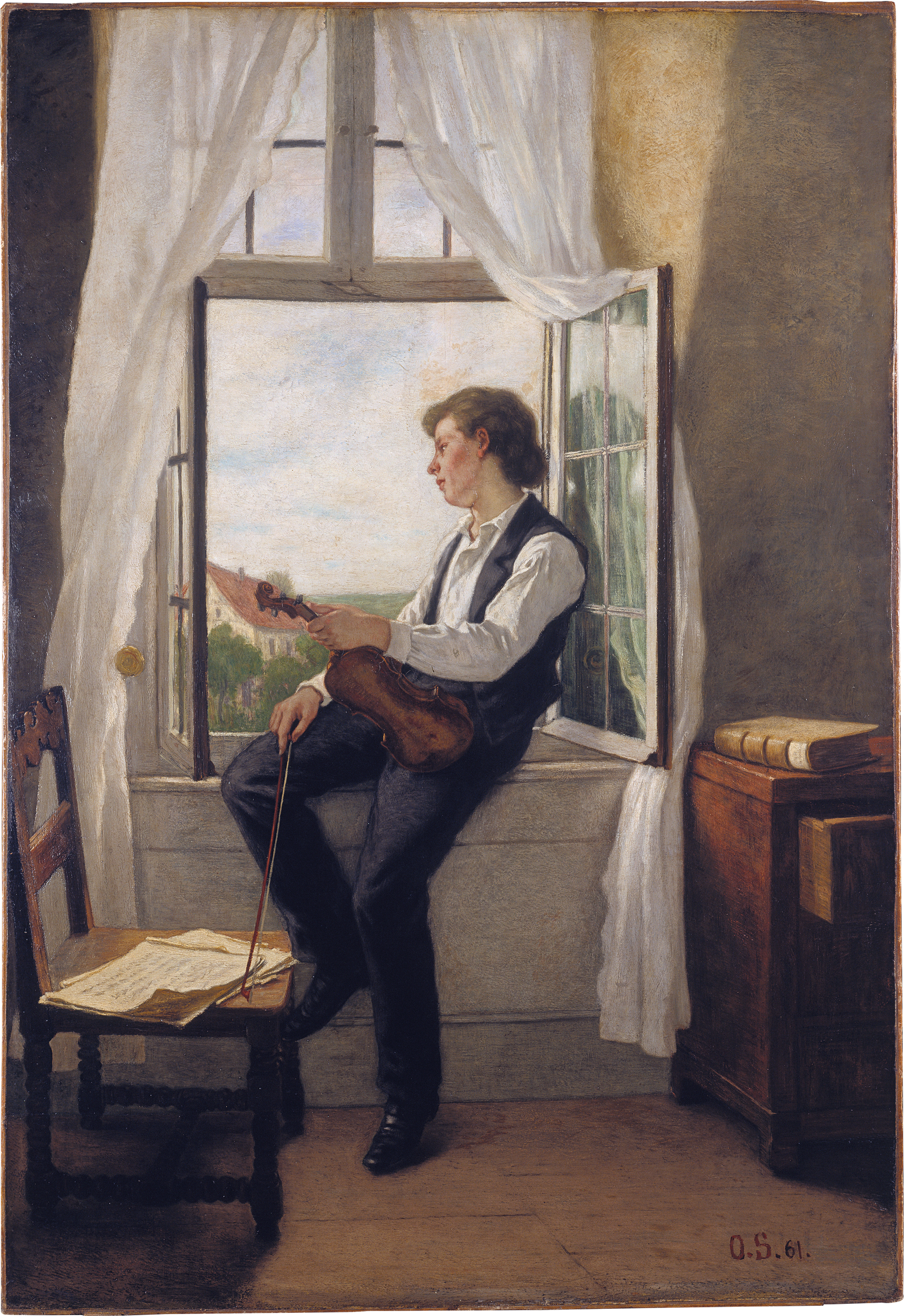
Der Geiger am Fenster, 1861
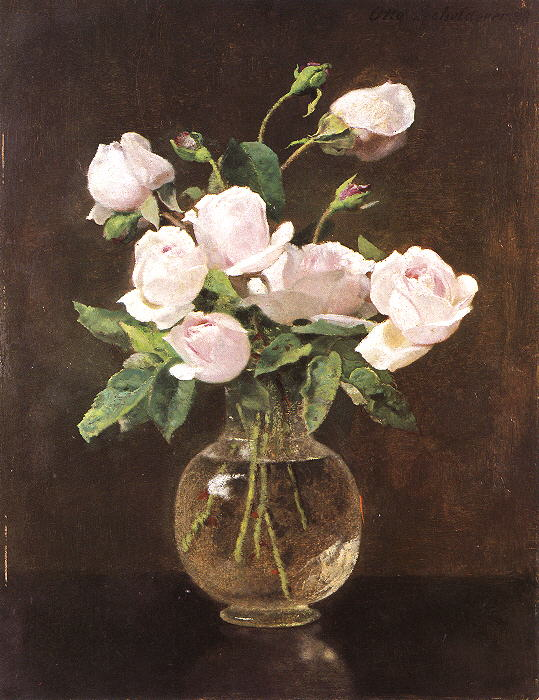
Rosen in Glasvase
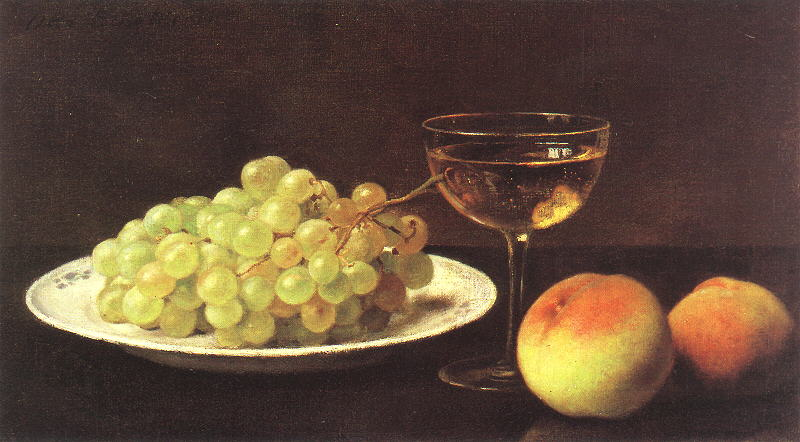
Stilleben
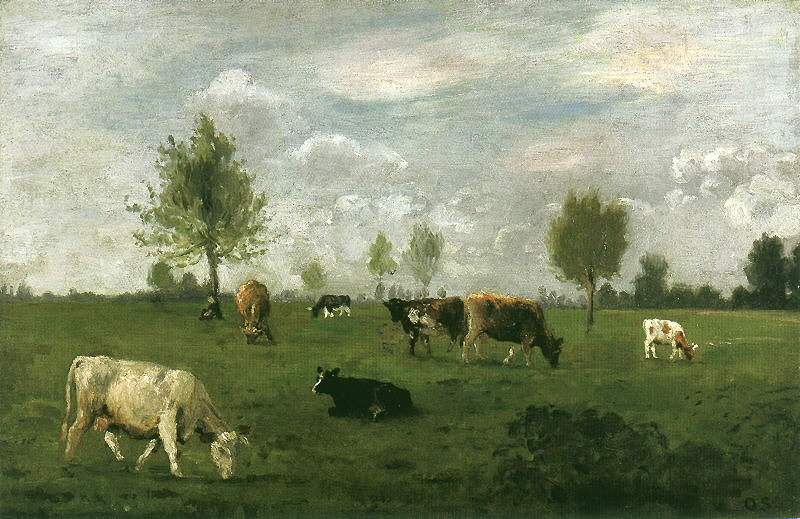
Weidelandschaft (Zons am Rhein)
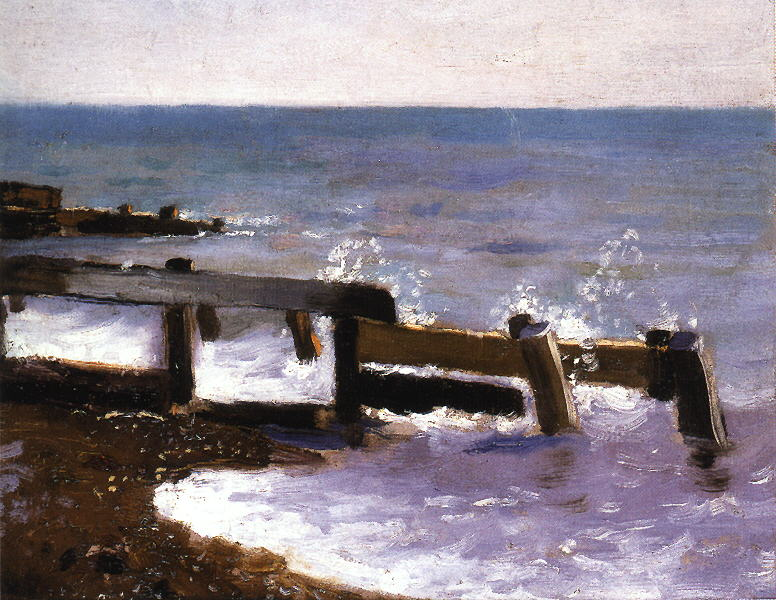
Meeresbrandung